# Enteromyxum scophthalmi
Enteromyxum scophthalmi is een microscopische parasiet uit de familie Myxidiidae. Enteromyxum scophthalmi werd in 2002 beschreven door Palenzuela, Redondo & Alvarez-Pellitero. 